# Quiliano
Quiliano (en lígur: Cuggen) és un comune (municipi) a la província de Savona a la regió  italiana de Ligúria, situat a uns 45 quilòmetres al sud-oest de Gènova i a uns 5 quilòmetres a l'oest de Savona. Amb dades de 31 de desembre de 2004, tenia 7.225 habitants i una superfície de 49,5 km².
El municipi de Quiliano conté aquestes frazioni: (subdivisions, agregats o llogarets): Cadibona, entre els Alps i Apenins, Valleggia, Montagna, Roviasca, Faia i Tiassano.
Als voltants de Quiliano es troben diversos jaciments arqueològics romans:
- Un pont romà encara funciona a la vall de Quazzola,[2]
- i les restes d'una vil·la romana es poden veure a San Pietro in Carpignano.[3]

Quiliano limita amb els següents municipis: Altare, Mallare, Orco Feglino, Savona, Vado Ligure i Vezzi Portio.

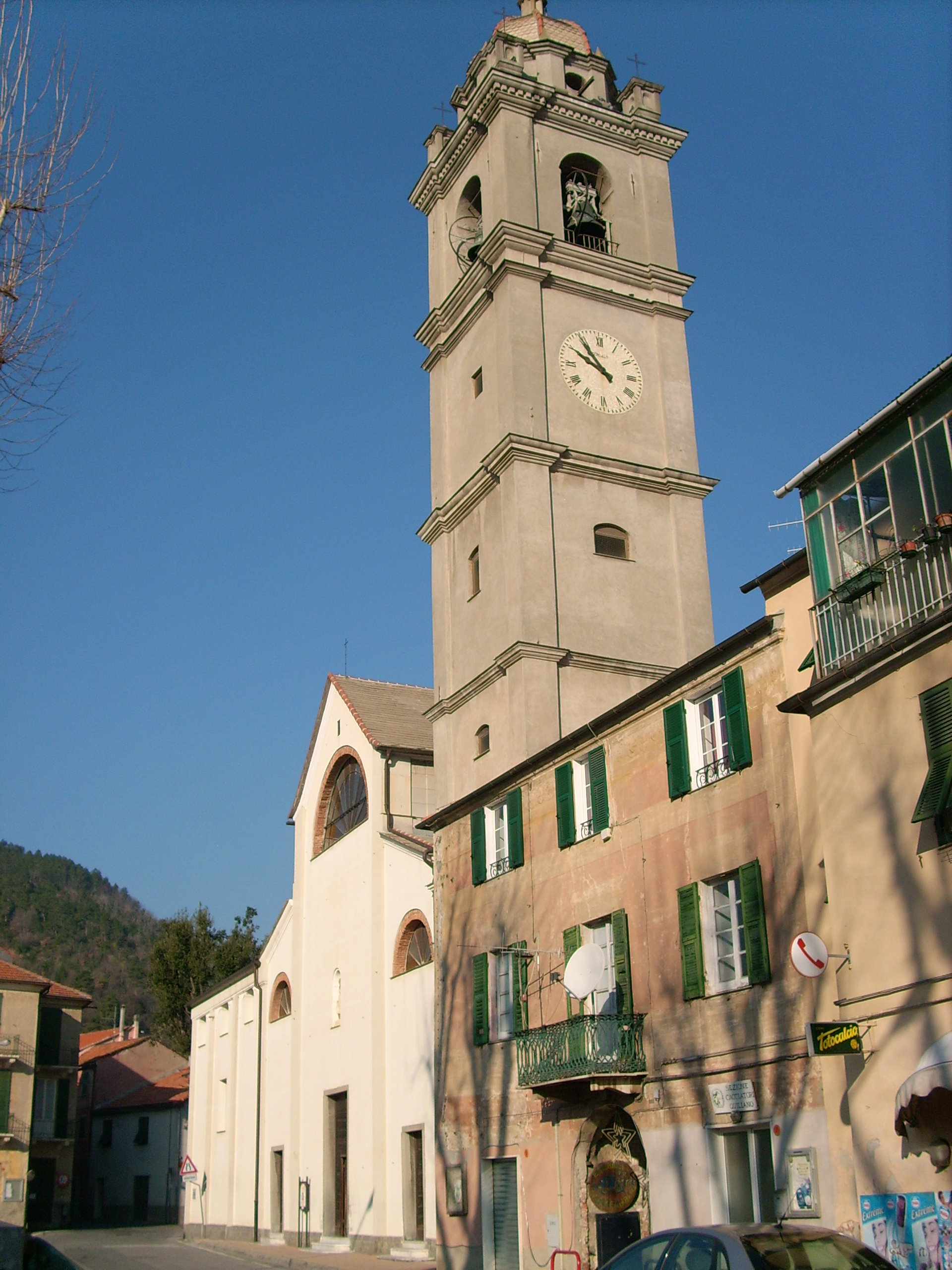
Església de San Lorenzo i el seu campanile

## Ciutats agermanades
Quiliano està agermanat amb:
- Ajdovščina, Eslovènia (1972)
- Great Wyrley, Regne Unit (2000)
- Mâcon, França (2009)